# Partnair
La Partnair A/S era una compagnia aerea charter norvegese che operò dal 1971 al 1989. Durante gli ultimi anni '80 fu la quinta compagnia aerea norvegese per fatturato, operando una flotta di tre Convair CV-580 e sei Beechcraft Super King Air. La sede centrale si trovava all'Aeroporto di Oslo-Fornebu, oltre a gestire una base all'Aeroporto di Stavanger-Sola.
La compagnia aerea era stata fondata come Paralift nel 1968 per consentire a un gruppo di amici di utilizzare un Cessna 182 per il paracadutismo. La compagnia divenne commerciale nel 1971 e nel '75 acquisì quattro Cessna biposto. La compagnia aerea si concentrò sui voli charter per affari. Durante la fine degli anni '70 la flotta fu sostituita con i Piper PA-31 Navajo. Il nome Partnair venne adottato a metà degli anni '70. Il primo di quelli che sarebbero stati otto Beechcraft King Air e il successivo modello Super venne acquistato nel 1978. Partnair operò per breve tempo con due jet aziendali Cessna 550 Citation II nel 1983.
La compagnia aerea si fuse con Nor-Fly Charter nel 1984, acquisendo due CV-580. Un terzo viene aggiunto nel 1986. Costruì un nuovo hangar e un complesso di uffici nel 1985. L'unico periodo di traffico di linea, fuori dall'aeroporto di Notodden-Tuven, ebbe luogo tra il 1985 e il 1986. In seguito si abbatté sull'azienda un periodo di gravi difficoltà finanziarie nel 1987, anche se riuscì a riprendersi. Lo schianto del volo Partnair 394, l'8 settembre 1989, fu la condanna finale della Partnair, che dichiarò fallimento l'11 ottobre. Le operazioni furono riprese in quella che divenne Air Stord, chiusa nel 1999.

## Storia

### Paralift
La compagnia aerea ebbe origine da un gruppo di paracadutisti che nel 1968 fondarono la Paralift Air Service. L'intenzione era quella di creare un'azienda per possedere e gestire un aereo in modo da non doverlo noleggiare ogni volta che praticavano il loro sport. Prese in consegna un Cessna 180 nel febbraio 1969, che tenne fino all'agosto di quell'anno. In seguito rilevò un Cessna 182. Questi velivoli erano entrambi adattati come velivoli per soli paracadutisti. L'anno successivo la flotta aumentò con l'arrivo di un Cessna 310.
La società viene ufficialmente costituita il 30 giugno 1971, e in autunno ricevette il certificato di operatore aereo commerciale. Una delle sue prime azioni fu prendere in consegna un de Havilland Dragon Rapide in agosto, configurato per il paracadutismo. L'aereo rimase in flotta fino al 1973.
Fino al ritiro del Cessna 182 nel 1975, Paralift continuò ad offrire voli di paracadutismo. Tuttavia si concentrò sempre più sui voli charter ad hoc e aziendali. Si inserì in un mercato in crescita per i charter executive che utilizzavano velivoli a doppia elica più piccoli. Sebbene leggermente più lenti, erano significativamente più economici dei jet aziendali. Paralift fu in grado di operare su molte rotte in meno rispetto ai servizi di linea dato che l'intero aereo era pieno. Inoltre, a differenza dei servizi di linea, erano disponibili voli diretti con qualsiasi combinazione di rotte immaginabile. La compagnia ebbe quindi successo nel prendere di mira i piccoli gruppi di dirigenti che viaggiavano in gruppo.
La Paralift operava dall'aeroporto di Oslo-Fornebu. Subappaltò la manutenzione alla Fred. Olsen Airtransport e il catering alla Scandinavian Airlines System. Per il mercato dei charter aziendali la compagnia aerea acquistò un Cessna 310 nel 1970, un Cessna 320 e un Cessna 401 nel 1972. Il Cessna 310 venne sostituito con un Cessna 402 nel 1975. Il Cessna 320 fu venduto nel 1976 e sostituito con il primo Piper PA-31 Navajo della compagnia aerea. Nel giro di tre anni Paralift operava con cinque velivoli dello stesso tipo, e aveva anche acquistato un Piper PA-31T Cheyenne e un Cessna 404 Titan.

### Operazioni di Partnair

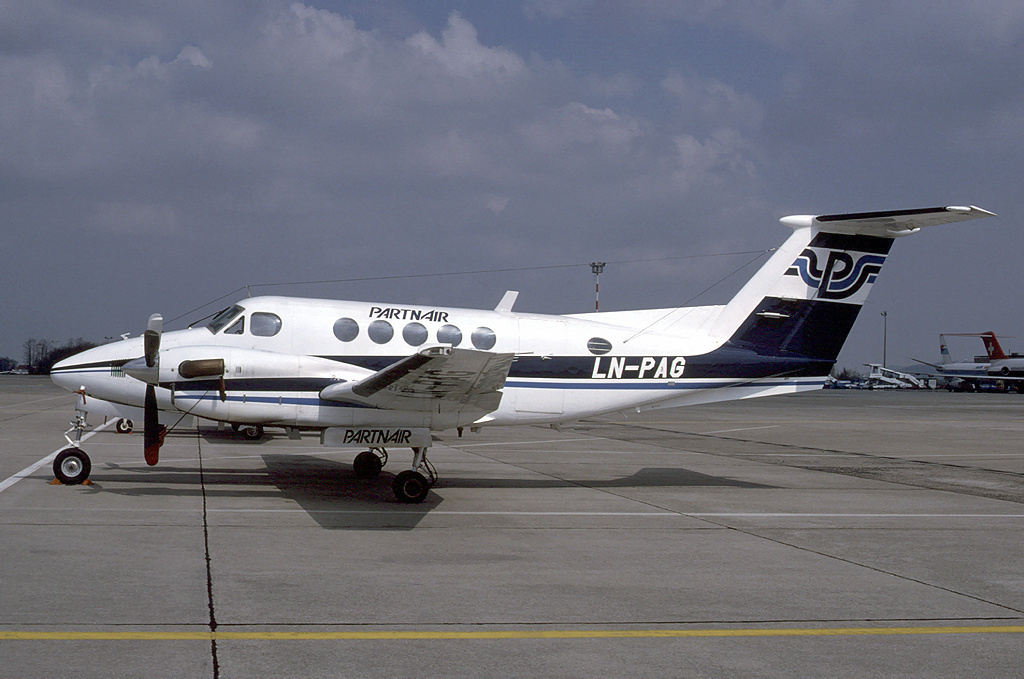
Un Beechcraft Super King Air presso Mulhouse-Friburgo nel 1986.

Tra il 1975 e il 1977 la compagnia aerea cambiò nome in Partnair. Gli affari stavano diventando molto proficui, dovuti in particolare al boom dell'industria petrolifera. Nel 1977 la compagnia aerea era il secondo più grande operatore leggero a elica del paese. La compagnia aerea volò per 5.200 ore con i suoi cinque aerei nel 1978. Il Cheyenne fu ritirato nel 1980, sostituito da un altro e più nuovo Cheyenne un anno dopo in uso fino al 1985.
Il primo Beechcraft King Air 100 fu consegnato nel 1978, seguito da un secondo nel 1980. Quell'anno Partnair prese anche in consegna il suo primo Beechcraft Super King Air 200. La compagnia aerea ne avrebbe ordinato gradualmente altri fino ad avere in una volta sei Super King Air. Nel luglio 1981 fu ordinato un British Aerospace Jetstream 31, insieme a un'ulteriore opzione, per la consegna nell'ottobre 1982. Tuttavia l'ordine fu annullato, optando invece per due jet aziendali Cessna 550 Citation II usati, che però furono ritirati entro un anno. La compagnia inizia ad utilizzare i simulatori di volo per addestrare i propri piloti dal 1982.
La compagnia di navigazione Tenvig acquistò la compagnia charter nel 1983. Nei tre anni successivi investirono 43 milioni di corone nella compagnia. Dal 15 maggio 1984 l'ex terminal militare di Fornebu viene convertito in un terminal esecutivo, denominato Terminal 2. Oltre a Partnair, che trasferisce nel nuovo terminal i suoi voli, viene firmato un contratto di due anni per gestirlo per conto dell'Amministrazione dell'Aviazione Civile.
Partnair acquistò la Nor-Fly Charter nel settembre 1984. Nor-Fly gestiva due Convair CV-580, utilizzati dalla nuova compagnia madre per voli charter nazionali per compagnie petrolifere, principalmente per l'aeroporto di Andøya-Andenes, nonché per gruppi aziendali più grandi a livello internazionale. La Nor-Fly aveva acquistato i due aerei rispettivamente nel 1980 e nel 1981; uno si trovava a Fornebu e l'altro all'aeroporto di Stavanger-Sola. Con la fusione Partnair trasferì entrambi gli aerei a Stavanger. La manutenzione sui Convair venne subappaltata alla Fred. Olsen.
Un nuovo hangar e un edificio per uffici vengono completati all'aeroporto di Oslo-Fornebu nel maggio 1985, con un costo di 15 milioni di corone norvegesi. L'hangar misurava 1.350 metri quadrati (14.500 piedi quadrati), mentre c'erano 900 metri quadrati (9.700 piedi quadrati) di uffici. All'epoca la compagnia aerea aveva 75 dipendenti. La società affermò che la fusione le avrebbe consentito di operare meglio in due dimensioni di mercato separate ed è stata in grado di sostenere meglio la volatilità nel mercato degli aerotaxi. Circa la metà delle entrate dell'azienda proveniva da aeromobili di ogni dimensione. Nel settembre 1985 Partnair iniziò i colloqui con Norving per raggiungere l'obiettivo di una fusione, ma non portarono mai a nulla. Nel maggio 1986 viene acquistato un terzo Convair 580.
Nella seconda metà del 1984 la compagnia aerea sviluppò dei piani per avviare il traffico di linea e chiese la concessione per operare dall'aeroporto di Sandefjord-Torp a Göteborg e Copenaghen. Chiesero anche di operare una rotta da Oslo via Notodden-Tuven a Stavanger. La concessione via Notodden viene concessa nel marzo 1985, la rotta fu avviata il 15 agosto utilizzando i Super King Air che volavano due volte al giorno, cinque giorni alla settimana. Questa rotta venne resa possibile dopo l'installazione di un sistema di atterraggio strumentale all'aeroporto. Gli aggiornamenti includevano anche un nuovo terminal. La vendita dei biglietti e il check-in venivano gestiti da NSB Reisebyrå, una filiale delle Ferrovie dello Stato Norvegesi.

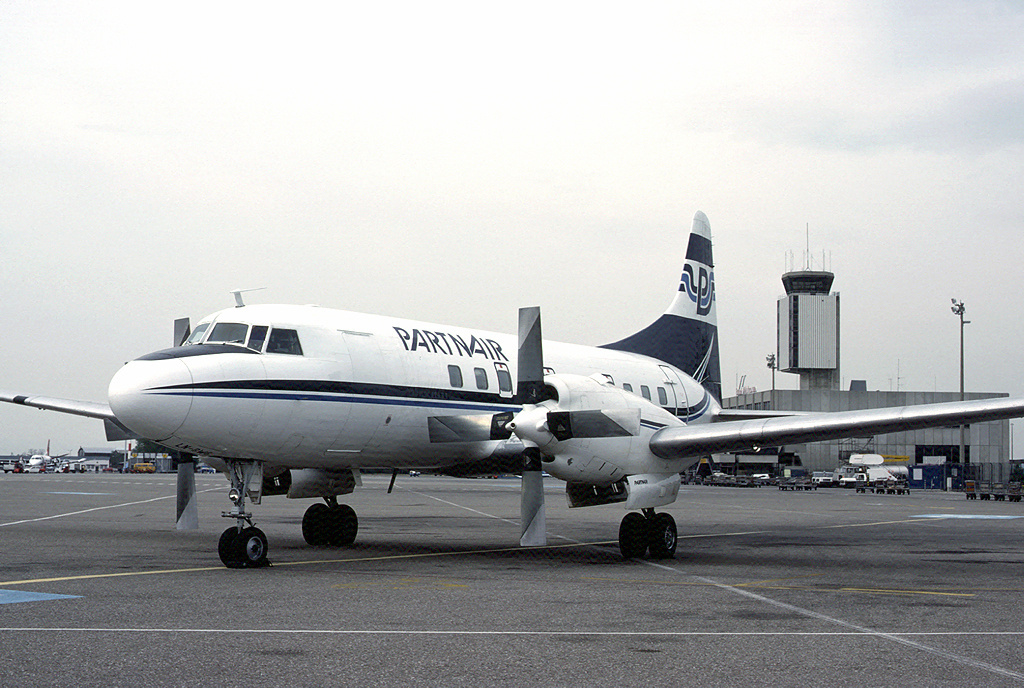
Un Convair CV-580 all'aeroporto di Mulhouse-Friburgo nel 1987.

Dopo cinque mesi la Partnair aveva perso 1,2 milioni di corone lungo quella rotta. In media, vendevano da tre a quattro biglietti per volo per Stavanger e uno per Oslo. Dal marzo 1986, la tratta da Notodden a Oslo viene abbandonata e il servizio per Stavanger ridotto. Tuttavia il percorso si rivelò non redditizio e alla fine venne interrotto nello stesso mese.
La compagnia aveva un deficit di 6,5 milioni di corone nel 1986. Dopo averne persi 10 nel suo investimento, Tenvig decise di ritirarsi dalla compagnia aerea e la chiuse nell'aprile 1987. Tuttavia il 70% fu acquistato dalla Helikopter Service. La compagnia aerea riprese le operazioni in agosto, legalmente come una nuova compagnia, la Nye Partnair A/S. Presto tornò al nome precedente. Dopo circa un anno la società tornò a funzionare senza deficit ed Helikopter Service vendette le sue quote ai fratelli Terje e Rolf Thoresen. Da quel momento la compagnia iniziò a perdere denaro e nel 1988 non guadagnò granché. Quell'anno la compagnia aerea operò tre Convair e sei Super King Air. In termini di entrate era la quinta compagnia aerea più grande della Norvegia, con 80 dipendenti.
Parnair era una delle numerose compagnie che discutevano di un'acquisizione di Norsk Air nel 1988. L'anno successivo Partnair acquistò due compagnie aeree più piccole, Fjellfly/Viking Air con sede a Kristiansand e il 52% di Fonnafly con sede a Stord.

## Bancarotta e fallimento

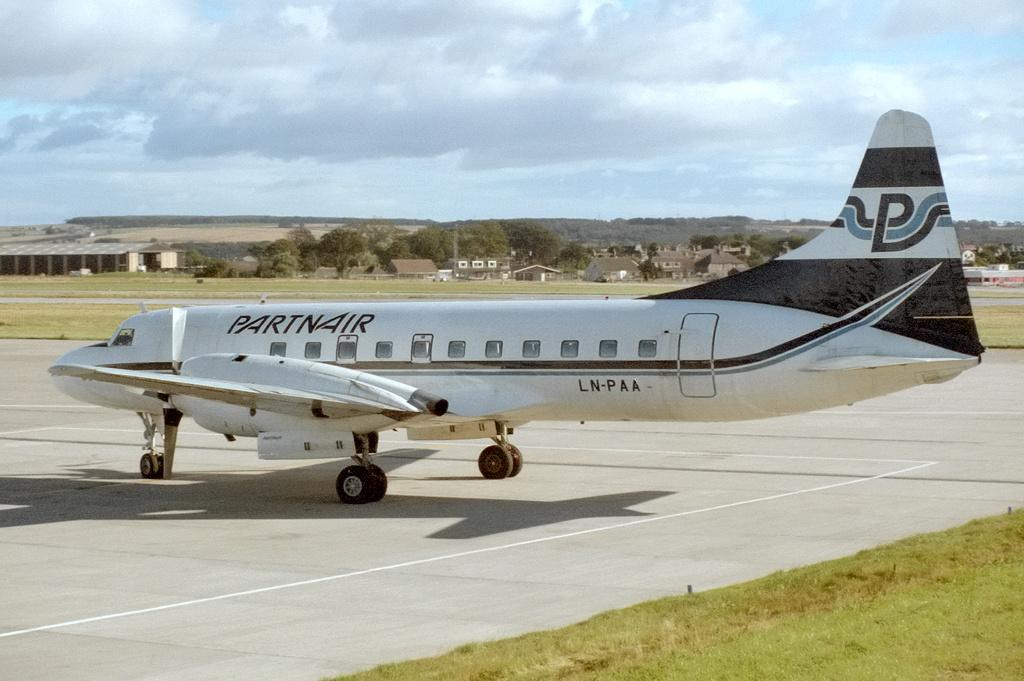
Il Convair CV-580 LN-PAA, coinvolto nel disastro, parcheggiato all'Aeroporto di Aberdeen nel 1987.

Il volo Partnair 394 si schiantò nello Skagerrak, vicino alla città di Hirtshals, l'8 settembre 1989, uccidendo tutte le 55 persone a bordo. Una delle cause fondamentali dell'incidente risultò essere l'uso di componenti non a norma, in particolare bulloni non approvati che fissavano lo stabilizzatore verticale alla fusoliera. I risultati avrebbero rapidamente attirato l'attenzione internazionale sulla questione dei ricambi non a norma, specialmente perché vennero ritrovati persino a bordo dell'Air Force One
Subito dopo l'incidente Partnair mise a terra gli altri due Convair e licenziò 17 dei suoi 45 dipendenti, ma la flotta di King Air rimase in funzione. La compagnia aveva già una cattiva situazione finanziaria prima dell'incidente, ulteriormente aggravata dall'incidente. Entro ottobre la compagnia aerea stava tentando di vendere i due Convair rimasti, e l'11 ottobre 1989 dichiarò fallimento. All'epoca la compagnia aerea aveva pochi beni e debiti tra i 15 e i 20 milioni di corone. All'epoca tutti gli aerei venivano noleggiati.
Le attività di Partnair vennero rilevate da una nuova società, Nye Partnair A/S ("New Partnair"), di proprietà dei fratelli Thorsen insieme a Jostein Nerhus e Eirik M. Eide. La Nye Partnair era stata costituita nel gennaio 1990 acquistando grandi porzioni della tenuta in bancarotta. Questo diede loro una flotta iniziale di quattro Beechcraft Super King Air e un Beechcraft King Air. Nye Partnair inizialmente aveva sede all'aeroporto di Haugesund, Karmøy, ma si trasferì all'aeroporto di Stord-Sørstokken nel maggio 1991 e prese il nome di Air Stord. La compagnia aerea rimase in attività fino al 19 febbraio 1999.

## Flotta
Di seguito è riportato un elenco degli aerei operati da Paralift e Partnair.

## Incidenti
- 25 settembre 1977 - Il Piper PA-31 Navajo LN-PAA si schiantò in mare al largo dell'aeroporto di Oslo-Fornebu. Non ci sono state vittime, sebbene l'aereo sia stato radiato dai registri della compagnia.[12]
- 13 marzo 1987 - Un Beechcraft King Air (LN-PAG) noleggiato con sei passeggeri a bordo si schiantò durante l'atterraggio all'aeroporto di Stord-Sørstokken 20 metri prima della pista. L'aereo ha slittato per circa 100 metri prima di fermarsi contro un banco di neve. Non ci sono stati feriti.[49]
- 8 settembre 1989 - Il volo Partnair 394, un Convair CV-580 noleggiato da una compagnia di navigazione norvegese per volare da Oslo ad Amburgo si schiantò al largo della costa dello Skagerrak in Danimarca vicino a Hirtshals uccidendo tutte le 55 persone.[50]